# Autoconservare
Autoconservarea este un comportament care asigură supraviețuirea unui organism. El este aproape universal în rândul organismelor vii.

Durerea și frica sunt părți integrante ale acestui mecanism. Durerea îl motivează pe individ să se retragă din situații periculoase, să-și protejeze părțile rănite ale corpului aflate în curs de vindecare și să evite experiențe similare în viitor. Majoritatea durerilor dispar imediat ce stimulul dureros este eliminat, iar corpul s-a vindecat, dar, uneori, durerea persistă în ciuda îndepărtării stimulului și a vindecării aparente a corpului; durerea apare uneori în absența oricărui stimul detectabil, leziune sau boală. Frica determină organismul să caute siguranța și poate provoca o eliberare de adrenalină, care are ca efect o putere sporită și simțuri (auzul, mirosul și vederea) tot mai intense. Autoconservarea poate fi interpretată, de asemenea, în sens figurat în ceea ce privește mecanismele de luptă de care cineva are nevoie pentru a preveni apariția traumelor emoționale (vezi: mecanismul de apărare.)
Chiar și cele mai simple organisme vii (ca de exemplu bacteriile unicelulare) sunt, de obicei, sub o presiune selectivă intensă pentru a evita un mediu dăunător, dacă un astfel de mediu există. Organismele evoluează, de asemenea, adaptându-se - chiar dezvoltându-se - într-un mediu benign (de exemplu, un burete marin își modifică structura ca răspuns la schimbările actuale, pentru a absorbi mai bine și a procesa substanțele nutritive). Autoconservarea este, prin urmare, un semn aproape universal de viață. Cu toate acestea, atunci când apare o amenințare nouă, multe specii vor avea o reacție de autoconservare pentru a face față acestei amenințări.

Un exemplu este pasărea dodo, care a evoluat în lipsa prădătorilor naturali, prin urmare nu avea nicio reacție potrivită de autoconservare în fața vânării ei de către oameni și șobolani, nearătând nici o teamă de ei.
Autoconservarea este, în esență, procesul prin care un organism previne rănirea sau uciderea sa și este considerată un instinct de bază a celor mai multe organisme. Ea este adesea numită „instinct de supraviețuire”. Autoconservarea este considerată a fi legată de capacitatea de reproducere a organismelor și poate fi mai mult sau mai puțin prezentă în funcție de potențialul de reproducere. Dacă potențialul de reproducere este suficient de scăzut, apariția comportamentului autodistructiv (opus) nu este neobișnuită în cadrul speciilor sociale. Autoconservarea este considerată, de asemenea, de unii a fi baza gândirii și comportamentului rațional și logic.

## Privire de ansamblu
Sănătatea unui organism este măsurată prin capacitatea sa de a-și transmite genele. Cel mai simplu mod de a realiza acest lucru este de a supraviețui până la o vârstă reproductivă, a se împerechea și a avea apoi urmași. Acești descendenți vor deține cel puțin o parte din genele părinților lor, până la toate genele părinților în organismele asexuate. Dar pentru ca acest lucru să se întâmple, un organism trebuie mai întâi să supraviețuiască suficient de mult pentru a se reproduce, iar acest lucru necesită în principal adoptarea unor comportamente egoiste, care ar permite organismelor să-și maximizeze șansele lor de supraviețuire.

## Comportament autodistructiv
Un fenomen interesant apare uneori la animalele sociale. Animalele dintr-un grup social (de indivizi înrudiți între ei) cooperează adesea cu scopul de a supraviețui, dar atunci când un membru al grupului se percepe pe sine ca fiind o povară, o perioadă îndelungată de timp, ar putea dobândi un comportament autodistructiv. Acest lucru ar permite celorlalți membri ai grupului să aibă o șansă mai mare de supraviețuire și dacă un număr suficient de indivizi înrudiți ar supraviețui atunci genele lor vor supraviețui în mod indirect. Acest comportament funcționează exact în direcția opusă instinctului de supraviețuire și ar putea fi considerat un comportament extrem de altruist format într-un grup cooperativ. Comportamentul autodistructiv nu înseamnă un comportament riscant (vezi mai jos în Implicații sociale), deși asumarea de riscuri s-ar putea transforma într-un comportament distructiv.

## Implicații sociale
Dorința de autoconservare a determinat adoptarea unor nenumărate legi și regulamente ce formează o cultură a siguranței în societate. Legile privind utilizarea centurii de siguranță sau privind limita de viteză și campaniile publicitare de evitare a necunoscuților sunt exemple familiare de ghiduri și reglementări sociale care au rolul de a crește șansele de supraviețuire, iar aceste legi sunt motivate intens de urmărirea autoconservării.

## Impact economic
Autoconservarea determină animalele să acumuleze energie și resurse pentru a-și prelungi durata de viață, precum și resurse care determină creșterea șanselor de supraviețuire. Nevoile de bază pot fi satisfăcute de majoritatea oamenilor (aproximativ 7 din 8 persoane) și sunt, de obicei, destul de ieftine. Instinctul care determină acumularea de resurse poate conduce uneori la asimilarea unor modele prioritare de colectare și de posesie a resurselor.